# Forsaken (videojoc)
Forsaken és un videojoc d'acció en primera persona en 3D. El joc va ser desenvolupat per Probe Entertainment per a Microsoft Windows i PlayStation i Iguana Entertainment UK per la Nintendo 64 i publicat per Acclaim Entertainment. Es va llançar una versió remasteritzada el 2018 per a Microsoft Windows, MacOS, Linux i Xbox One.
Semblant a Descent, Forsaken va tenir un fort seguiment a causa del seu mode de joc amb "sis graus de llibertat", però va patir en popularitat als convencionals videojocs d'acció en primera persona en 3D.

## Argument
En el futur distant, l'avanç de la ciència ha excedit l'habilitat de la humanitat per controlar-la. Durant un experiment subatòmic, un accident causa una reacció de fusió incontrolable, destruint totalment la superfície del planeta Terra.
Un any més tard, la Terra ha estat classificada com a "condemnada" per la regnant teocràcia imperial, la qual cosa significa que ara és legal per a qualsevol que pugui portar-se el que quedi al planeta. Mercenaris de tot arreu venen a atacar el planeta mort, forçats a lluitar no solament contra ells mateixos, sinó també amb els sentinelles robot que el govern ha deixat.

## Desenvolupament
El joc va ser desenvolupat per Probe Entertainment durant el període 1996–1998 a mesura que la companyia va ser amalgamada dins de la seva companyia pare, Acclaim. Alhora, el motor de renderitzat recentment comprat i canviat de nom de Microsoft, DirectX, acabava d'iniciar a dominar el desenvolupament dels ordinadors.
El joc va ser fortament manejat per la tecnologia a l'inici i va ser titulat ProjectX (Projecte X). Això va ser canviat a Condemned (condemnats) quan els elements de la història van ser afegits encara que va ser més tard canviat a Forsaken (Abandonats) a causa d'un potencial conflicte de noms.
A causa de l'enfocament en tecnologia pesada del joc, va ser inclòs sovint amb maquinari per presumir de les targetes i es va utilitzar com a punt de referència per molts anys després del llançament inicial del joc.
Aquest joc té una classificació ESRB de "M per a Madurs", per les violentes morts en l'escena introductòria i la mort del personatge del jugador, que es mostra sent llançat a la paret i desmembrat, amb un so final viscós.

## Modes de joc
Forsaken és primerament un joc multijugador d'acció en primera persona (FPS). El joc pot ser jugat en mode un jugador o multijugador. Està basat en un motor 3D que permet moviments il·limitats en 360 graus. Aquest concepte és similar a la sèrie Descent. D'acord amb la revisió de GameSpot, "Forsaken és, en el seu nucli, un clon de Descent. Però uns impressionants gràfics, una enlluernadora sèrie d'armes, i un disseny de nivells per sobre de la mitjana fan que tot es vegi fresc."

### Mode d'un sol jugador
El mode d'un jugador té quatre modes de dificultat: fàcil, normal, difícil i mutilació total. Cadascun té progressivament enemics més forts i menys munició disponible. A causa del gairebé impossible desafiament presentat per l'últim mode, Acclaim va proveir el pedaç 1.00 que, juntament amb altres novetats, va disminuir la dificultat del joc dramàticament. Hi ha 15 nivells que han de ser completats pel jugador, de vegades amb temps límit, i ocasionalment inclouen un enorme cap final contra el qual el jugador ha d'esgotar una gran quantitat de munició mentre esquiva una excessiva resposta de foc. Per completar una missió, han de ser realitzats diferents esforços pel jugador, per exemple trobar la sortida o activar interruptors per obrir portes tancades. L'objectiu primari és destruir els enemics dins d'un nivell. Els enemics són estàtics (torretes llançant míssils guiats, avions no tripulats, altres mercenaris, etc.), encara que no tots seran generats a l'inici d'un nivell. Cada nivell inclou un cristall amagat, i una vegada que tots són col·leccionats es desbloqueja un mapa secret.

### Mode multijugador
Hi ha sis tipus diferents de jocs multijugador: Free For All (llibertat per tots) (deathmatch), Team Game (joc d'equip), Capture The Flag (capturar la bandera), Flag Chase (perseguir la bandera), Bounty Hunt (caçador de recompenses), i Team Bounty Hunt (equip caçador de recompenses). Hi ha diverses sub-opcions per a cadascun.

## Banda sonora
The Swarm (per Dominic Glynn) va interpretar i va produir la banda sonora de Forsaken que inclou pistes dinàmiques drum and bass i d'electrònica.

## Rebuda
La versió de Nintendo 64 de Forsaken va rebre "ressenyes generalment favorables" segons el lloc web Metacritic. Edge va dir que, tot i que la versió de PlayStation se sent familiar a Descent, va perfeccionar i actualitzar la fórmula amb funcions com el seu sistema d'anivellament automàtic i la seva ajuda d'orientació. Al Japó, on la versió de PlayStation va ser portada pel seu llançament per Acclaim el 2 de setembre de 1999,, Famitsu li va donar una puntuació de 24 sobre 40. Hyper va donar el joc al 92% i va dir: "A menys que algú tregui algun joc de meravella fora de la bossa a l'E3, aquest sembla que serà el joc de tots els formats de l'any. Si t'agraden els jocs d'acció, aquest és imprescindible." N64 Magazine li va donar el 87% i va dir que era "sens dubte el millor joc "seriós" de N64 des de GoldenEye," i "un joc que, encara que no sigui per als més febles, té una experiència realment gratificant per a aquells que estan disposats a perseverar."
Next Generation va revisar la versió de Nintendo 64 del joc, que va qualificar tres estrelles de cinc i va dir que "En general, es tracta de quelcom sòlid i divertit que no té cap indici d'originalitat per buidar la diversió."
Next Generation va revisar la versió de PlayStation del joc, i va qualificar-ne tres estrelles de cinc i va afirmar que "Tot plegat, aquest és un títol decent. El joc ha barrejat els millors elements de Descent i Quake i van afegir una IA enemiga força complicada, resultant en un joc que brilla, encara que sigui de maneres lleugerament diferents, a cada plataforma."
Next Generation va revisar la versió de PC del joc, qualificant-la amb tres estrelles de cinc, i va dir que "Forsaken és un bon joc que proporcionarà una bona distracció fins que els jugadors es posin a les mans de les armes grans de Sin, Half-Life, i Duke Nukem Forever."